# Tournebu
Tournebu és un antic municipi francès situat al departament de Calvados i a la regió de Normandia. L'any 2018 tenia 605 habitants. Des del 1r de gener de 2019 es va integrar en el municipi nou de Cesny-les-Sources amb l'estatut de municipi delegat. Cesny-les-Sources és el resultat de la fusió de Cesny-Bois-Halbout,  Acqueville, Angoville, Placy i Tournebu.

## Demografia
El 2007 tenia 356 habitants. Hi havia 134 famílies i 151 habitatges: 134 eren habitatges principals, 8 segones residències i 9 desocupats. Tots els 150 habitatges eren cases.

La població ha evolucionat segons el següent gràfic:

## Economia
El 2007 la població en edat de treballar era de 226 persones, 174 eren actives i 52 eren inactives. Hi havia cinc empreses de serveis de proximitat i de construcció. L'any 2000 hi havia 14 explotacions agrícoles que conreaven un total de 738 hectàrees.